# Paula Brandt
Paula Maria Brandt, född den 25 december 1945 i Högalids församling, Stockholm, är en svensk skådespelare, röstpedagog och logonom. Brandt har arbetat som lärare vid Teaterhögskolan i Luleå samt Stockholms dramatiska högskola. Hon är dotter till skådespelarparet Percy och Else Marie Brandt.
Brandt tillhörde under tio år Musikteatergruppen Oktober men har också spelat på Dramaten. Hon har vidare läst in talböcker och varit uppläsare i radio.

## Filmografi
- 1963 – Isak Juntti hade många söner
- 1973 – Håll alla dörrar öppna
- 1978 – Tältet
- 1978 – Kvinnoborgen
- 1980 – Prins Hatt under jorden
- 1990 – Honungsvargar
- 1992 – Hassel – De giriga
- 1992 – Kvällspressen (TV-serie)
- 1995 – Snoken (TV-serie)
- 1995 – Tag ditt liv
- 1999 – Jakten på en mördare (TV-serie)
- 2002 – Grabben i graven bredvid
- 2005 – Jag tänker på mig själv – och vänstern (kortfilm)
- 2007 – Du ska inte tro att du är något! (kortfilm)
- 2012 – Livstid
- 2012 – Saltvannsfrukt (kortfilm)

### Fotnoter
1. ↑  ”Paula Brandt”. Svensk Filmdatabas. http://sfi.se/sv/svensk-filmdatabas/Item/?type=PERSON&itemid=70005&ref=%2ftemplates%2fSwedishFilmSearchResult.aspx%3fid%3d1225%26epslanguage%3dsv%26searchword%3dPaula+Brandt%26type%3dPerson%26match%3dBegin%26page%3d1%26prom%3dFalse. Läst 22 oktober 2012.
2. ↑  ”Intervju med Paula Brandt”. http://www.stdh.se/aktuellt/nyhetslista-1/intervju-med-paula-brandt. Läst 22 oktober 2012.
3. ↑  ”Percy Brandt”. Svensk Filmdatabas. http://www.sfi.se/sv/svensk-filmdatabas/Item/?type=PERSON&itemid=63476&iv=BIOGRAPHY. Läst 5 augusti 2012.
4. ↑  ”Paula Brandt 2006”. Stockholms Dramatiska Högskola. http://www.stdh.se/om-stdh/intervjuer/intervjuer-med-personal/intervju-med-paula-brandt/paula-brandt-2006. Läst 22 oktober 2012.
5. ↑  ”Paula Brandt”. Dramaten. http://www.dramaten.se/Dramaten/Medverkande/Rollboken/?qType=person&value=2207. Läst 22 oktober 2012.
6. ↑  Talböcker inlästa av Paula Brandt,  Legimus
7. ↑  Sveriges Radio: Novellen, P1